# Estadi Green Point
L'Estadi Green Point o també conegut com a Estadi Cape Town és un estadi de futbol situat a Ciutat del Cap a Sud-àfrica fou una de les seus de la Copa del Món de futbol 2010 i on es disputaren cinc partits de la primera fase, un de vuitens, un de quarts i també la primera semifinal. El propietari del camp és l'ajuntament de la ciutat. L'estadi, amb una capacitat total de 70.000 espectadors, va ésser inaugurat el desembre del 2009.
Aquí on se situa actualment l'Estadi Cape Town s'hi trobava un antic estadi enderrocat per a construir-hi aquest, motiu pel qual també se'l coneix amb el nom que rebia l'antic estadi: Green Point.

## Copa del món de futbol de 2010
Partits del torneig que es jugaran a l'estadi:
Primera fase
- 11 de juny: Uruguai - França.
- 14 de juny: Itàlia - Paraguai.
- 18 de juny: Anglaterra - Algèria.
- 21 de juny: Portugal - Corea del Nord
- 24 de juny: Camerun - Països Baixos.

Vuitens de final
| Espanya   | 1 - 0 | Portugal |
| --------- | ----- | -------- |
| Villa 63' | Fitxa |          |

Quarts de final
| Argentina | 0 - 4 | Alemanya                                  |
| --------- | ----- | ----------------------------------------- |
|           | Fitxa | Müller 3' · Klose 67' 89' · Friedrich 74' |

Semifinals
| Uruguai                    | 2 - 3 | Països Baixos                                   |
| -------------------------- | ----- | ----------------------------------------------- |
| Forlán 41' · Pereira 90+2' | Fitxa | van Bronckhorst 18' · Sneijder 70' · Robben 73' |